# Russin
Russin (/ʀysɛ̃/) est une commune suisse du canton de Genève. Son territoire est majoritairement composé de vignes et de champs.

## Géographie
Russin s'étend sur 4,91 km2, sur la rive droite du Rhône, à 10,5 km à l'ouest-sud-ouest de Genève. La commune est située sur un coteau dominant le Rhône au sud et le vallon de l'Allondon à l'ouest, non loin du confluent de cette rivière avec le Rhône. 
Elle comprend les localités de Verbois, Les Baillets et La Chaumaz. Limitrophe de Satigny, Aire-la-Ville, Cartigny et Dardagny, elle fait partie de la région du Mandement.

## Toponymie
Le nom de la commune, qui se prononce /ʀysɛ̃/, dérive probablement du nom latin de personne Rūscius et du suffixe -ānum, désignant un lieu ou un domaine dont un dénommé Rūscius était le propriétaire.
Il est attesté pour la première fois vers 1100, sous les formes de Russino et Rucins, puis en 1217 sous la forme de Russins.

## Histoire
Vers 1100, l'église Saint-Laurent est donnée au Prieuré Saint-Victor de Genève, qui y installe un prieuré. Attesté en 1217, ce dernier disparaît au cours du XIVe siècle. 
La subdivision du territoire de la commune, partagé entre Saint-Victor, l'évêque de Genève (avec les seigneurs de Malval pour feudataires) et les seigneurs de Gex et leurs vassaux, entraîne des conflits politiques et religieux au lendemain de la Réforme entre la République de Genève, héritière des droits de l'évêque et du prieuré Saint-Victor, et les seigneurs du Pays de Gex, Berne en 1536, le duc de Savoie en 1564, puis le roi de France en 1601.
Russin est cédé à Genève par le traité de Paris de 1749. La commune est créée en 1798 sous le régime français (un maire et deux adjoints).
Le 30 mai 1817, le village de Peney est détaché de Russin pour être rattaché à la commune de Satigny[réf. souhaitée].

## Politique

### Pouvoir législatif
Le législatif de la commune se nomme Conseil municipal. Il compte neuf membres, élus pour une période de cinq ans. À la suite des élections du 23 mars 2025, il se compose comme suit :
| Parti         | Voix | Suffrages en % | +/-   | Sièges | +/- |
| ------------- | ---- | -------------- | ----- | ------ | --- |
| J'aime Russin | 163  | 70,08 %        | 70,08 | 7 / 9  | 7   |
| Demain Russin | 63   | 29,92 %        | 0,94  | 2 / 9  | 0   |

### Pouvoir exécutif
L'exécutif de la commune de Russin compte trois membres : le maire de la commune et deux adjoints. Les membres sont élus pour une période de cinq ans. L'exécutif de la commune, entré en fonction le 1er juin 2020, se compose de la façon suivante :
| Identité        | Étiquette           | Étiquette | Fonction | Dicastères |
| --------------- | ------------------- | --------- | -------- | --- |
| Olivier Favre   | Entente communale 1 |           | Maire    | Administration (délégué) Finances (délégué) Informatique (délégué) Urbanisme et Mobilité (délégué) Sécurité (délégué) Etat civil et Sécurité feu (délégué) Taxe professionnelle (délégué) |
| Didier Frossard | Entente communale 2 |           | Adjoint  | Routes et Voirie (délégué) Agriculture (délégué) Emplacements et Cimetière (délégué) Gestion des déchets (délégué) Bâtiments et Constructions (délégué)                                   |
| Susana Serafini | Entente communale 2 |           | Adjointe | Ecole (déléguée) Culture (déléguée) Social (déléguée) Jeunesse, Sports et Loisirs (déléguée) Evénements et Communication (déléguée)                                                       |

| Période                                  | Période     | Identité        | Étiquette | Qualité |
| ---------------------------------------- | ----------- | --------------- | --------- | --- |
| Les données manquantes sont à compléter. |             |                 |           | |
| 1er juin 1991                            | 31 mai 2011 | Patrice Plojoux | PL        | -Adjoint au maire de 1987 à 1991 -Député au Grand Conseil du canton de Genève de novembre 2001 à janvier 2007 -Président de l'Association des communes genevoises de 1999 à 2003 |
| 1er juin 2011                            | 31 mai 2020 | Alain Hutin     |           | Adjoint au maire de 1999 à 2011 |
| 1er juin 2020                            | en cours    | Olivier Favre   | PLR       | Adjoint au maire de 2011 à 2020 |

## Population et société

### Gentilé
Les habitants de la commune se nomment les Russinois.

### Démographie

#### Évolution de la population
La commune compte 524 habitants au 31 décembre 2023 pour une densité de population de 107 hab/km2. Sur la période 2010-2023, sa population a augmenté de 12,2 % (canton : 14,6 % ; Suisse : 9,4 %).  

#### Pyramide des âges
En 2023, le taux de personnes de moins de 30 ans s'élève à 28,1 %, au-dessous de la valeur cantonale (33,7 %). Le taux de personnes de plus de 60 ans est quant à lui de 26 %, alors qu'il est de 22,2 % au niveau cantonal.
La même année, la commune compte 268 hommes pour 256 femmes, soit un taux de 51,1 % d'hommes, supérieur à celui du canton (48,3 %).
| Hommes | Classe d’âge | Femmes |
| ------ | ------------ | ------ |
| 0,4    | 90 ans ou +  | 0,0    |
| 7,5    | 75 à 89 ans  | 9,4    |
| 18,7   | 60 à 74 ans  | 16,0   |
| 26,1   | 45 à 59 ans  | 29,3   |
| 19,0   | 30 à 44 ans  | 17,6   |
| 15,7   | 15 à 29 ans  | 14,5   |
| 12,7   | - de 14 ans  | 13,3   |

| Hommes | Classe d’âge | Femmes |
| ------ | ------------ | ------ |
| 0,7    | 90 ans ou +  | 1,5    |
| 6,5    | 75 à 89 ans  | 8,8    |
| 13,0   | 60 à 74 ans  | 13,8   |
| 21,7   | 45 à 59 ans  | 21,5   |
| 22,9   | 30 à 44 ans  | 22,4   |
| 18,6   | 15 à 29 ans  | 17,2   |
| 16,7   | - de 14 ans  | 14,8   |

### Religion
Paroisse catholique jusqu'en 1536, Russin devient protestante à la Réforme, puis à nouveau catholique en 1685 après la Révocation de l'édit de Nantes, enfin biconfessionnelle en 1749. 
Depuis le début du XXIe siècle, la commune dépend, avec Dardagny et Satigny, de la paroisse protestante du Mandement et de la paroisse catholique de la Plaine.

## Économie
La commune connaît un début d'activité industrielle à partir de la fin du XIXe siècle, avec l'exploitation des carrières du Rhône puis la création du barrage hydroélectrique de Verbois. 
En 2005, le secteur primaire offre 34 % des emplois et le secondaire 46 %.

## Culture et patrimoine

### Héraldique
| Blason | Blasonnement : D'argent à trois pals de sable, au chevron d'argent brochant sur le tout. Commentaires : Un sceau de la fin du XIIIe siècle, appartenant à Henri de Russin, servit de modèle aux armoiries communales. Décidées en 1916, mais avec les émaux or, gueules et argent, le Conseil municipal en rectifia les couleurs en 1924 et adopta le sable et l'argent. |

### Folklore et manifestations

#### Fête des Vendanges
La fête des vendanges de Russin, plus grande fête villageoise du canton de Genève[réf. nécessaire], se déroule chaque année depuis 1962 au cours de la 3e semaine de septembre. Elle est la plus grande des « Caves ouvertes » de Genève, permettant de déguster pas moins de 135 crus, issus de plus de 30 cépages. Avec ses produits régionaux, l'événement s'inscrit tout dans La Semaine du goût[source secondaire souhaitée].